# Trachyandra malosana
Trachyandra malosana är en grästrädsväxtart som först beskrevs av John Gilbert Baker, och fick sitt nu gällande namn av Anna Amelia Obermeyer. Trachyandra malosana ingår i släktet Trachyandra och familjen grästrädsväxter. Inga underarter finns listade i Catalogue of Life.